# Oopsis oblongipennis
Oopsis oblongipennis là một loài bọ cánh cứng trong họ Cerambycidae.